# كامل جاويش
كامل محمد عثمان جاويش (8 يوليو 1919 - 22 أغسطس 1994) فنان ونحات مصري من الجيل الثالث ولد بورسعيد 1919. تتلمذ على يد الفنان رمسيس يونان، التحق بكلية الفنون الجميلة بالقاهرة وتخرج منها عام 1945، ثم التحق بمدرسة الفنون الجميلة بباريس لمدة خمس سنوات لدراسة النحت ثم قضى ثلاث سنوات في مرسم الأقصر ابتداء من عام 1950-1953.